# Gorod usnul
Gorod usnul (russisch Город уснул für „Die Stadt ist eingeschlafen“, internationaler englischsprachiger Titel In Deep Sleep) ist ein Filmdrama von Maria Ignatenko, das im Februar 2020 bei den Filmfestspielen in Berlin seine Weltpremiere feierte.

## Produktion
Regie führte Maria Ignatenko, die auch das Drehbuch schrieb.
Eine erste Vorstellung erfolgte am 21. Februar 2020 bei den Filmfestspielen in Berlin, wo der Film im Berlinale Forum gezeigt wurde.

## Auszeichnungen
Internationale Filmfestspiele Berlin 2020
- Nominierung als Bester Erstlingsfilm[1]